# Lachenstockhöhle
Die Lachenstockhöhle liegt in der Gemeinde Innerthal im Kanton Schwyz in der Schweiz. Sie liegt im Karstgebiet des voralpin geprägten Wägitals.
Die Höhle stellt das bedeutendste Objekt dieses Karstgebietes dar. In der Lachenstockhöhle wird noch immer geforscht. Die Forschungen werden von der Ostschweizerischen Gesellschaft für Höhlenforschung koordiniert.
Die vermessene Länge der Lachenstockhöhle beträgt 7021 m. Sie hat eine Vertikalausdehnung von 192 m.